# Saint-Tropez
Saint-Tropez, in italiano anche San Torpè (in occitano: Sant Tropetz) è un comune francese di 4 986 abitanti situato nel dipartimento del Var della regione della Provenza-Alpi-Costa Azzurra.
Per secoli semplice villaggio di pescatori, sul finire degli anni cinquanta del XX secolo, grazie al film Piace a troppi, si è trasformata in una delle località turistiche più note ed esclusive della Costa Azzurra.

## Geografia fisica
Saint-Tropez sorge sulla parte settentrionale omonima penisola e si affaccia su un piccolo golfo, nella Francia sud-orientale. È situata a 104 km ad est di Marsiglia e a 60 km a nord-est di Tolone. Il territorio comunale occupa la parte nord-orientale della penisola di Saint-Tropez, e confina ad ovest col territorio di Gassin e a sud con quello di Ramatuelle. Il territorio comunale è caratterizzato da una linea costa abbastanza frastagliata, sono diverse le baie, la più importante è quella delle Canebiers ed i promontori. 
Oltre al vecchio villaggio sorgono sul territorio comunale diverse località e quartieri: verso il confine con Gassin vi sono La Bouillabaisse e Le Pilon, sulle colline alle spalle del paese vi sono Les Carles, Saint-Roch, Sainte-Anne, Saint-Joseph e Saint-Claude e sulla parte più orientale del comune sorgono La Moutte, Les Canebiers, Les Vanades, L'Estabet e Les Salins.

### Idrografia
Il territorio è bagnato da pochi ruscelli, tra cui La Gassine, al confine con Gassin, e La Moutte, che forma alla foce, presso la spiaggia Les Salins, una piccola palude.

### Clima
Saint-Tropez gode di un clima di tipo mediterraneo, con estati calde e secche ed inverni tiepidi ed umidi. La temperatura media estiva è di 27,3 °C, mentre quella invernale è di 6 °C.

## Storia
I primi abitanti di Saint-Tropez furono i coloni greci di Massalia, che vi fondarono un piccolo emporio dove scambiavano le loro merci coi nativi Galli. L'insediamento prese il nome di Athenopolis e, con l'arrivo dei Romani mutò in Heraclea. Sotto il regno di Nerone venne decapitato a Pisa San Torpè, martire cristiano semileggendario il cui corpo senza testa vuole la tradizione che sia stato posto su una barca senza rematori assieme ad un cane ed un gallo. Le correnti lo trascinarono fino ad Heraclea, dove divenne subito oggetto di devozione. Con la caduta dell'Impero romano d'Occidente i pirati saraceni iniziarono a saccheggiare senza freni le coste mediterranee e, proprio sulle alture retrostanti la riva settentrionale del golfo di Saint-Tropez, fondarono la loro base più importante: il Frassineto.
Il borgo venne più volte saccheggiato e le reliquie del santo, durante una scorribanda, vennero trafugate. Gli abitanti, nonostante nel 972 il duca di Provenza Guglielmo avesse scacciato gli arabi dal Frassineto, abbandonarono la località fuggendo sulle colline in piccoli villaggi fortificati. A presidio della città ormai spopolata, rimase soltanto una torre, che ancora oggi domina il porto: la tour Suffren. 
Nel 1436 Renato d'Angiò, conte di Provenza, si appellò ad un nobile genovese, Raffaele di Garezzio, affinché ripopolasse Saint Tropez. Sessanta famiglie liguri vennero condotte in Provenza e furono fatte insediare nell'odierno villaggio facendolo così rinascere. Come contropartita il duca s'impegnò a non far pagar loro tasse, convenzione che durerà per duecento anni. I nuovi abitanti fortificarono il paese con possenti mura tuttora esistenti. Nel corso degli anni il paese sarà più volte attaccato, sia dagli spagnoli che dagli inglesi, e subirà diverse devastazioni. Durante la seconda guerra mondiale Saint Tropez fu liberata il 15 agosto 1944 in seguito allo sbarco alleato in Provenza.
Rimasto sino al secondo dopoguerra un semplice villaggio di pescatori, nel giro di pochi anni divenne un luogo di fama internazionale per essere stato lo sfondo di Piace a troppi, il film del 1957 che lanciò Brigitte Bardot come massimo sex symbol europeo. La notorietà acquisita fece sì che il villaggio diventasse la location di altre pellicole, come la serie di film francesi I gendarmi di Saint-Tropez, o il soggetto di alcune canzoni, come la celeberrima Saint-Tropez Twist di Peppino Di Capri. Tra gli anni cinquanta e sessanta XX secolo Saint-Tropez divenne la meta di vacanza dei volti più noti della Nouvelle Vague e degli yéyé, affermandosi definitivamente come località turistica di lusso. 
La trasformazione da villaggio di pescatori a centro turistico di fama internazionale ebbe un impatto importante sia sul tessuto economico locale sia sull'aspetto paesaggistico. Nel centro del villaggio furono aperti numerosi alberghi e ristoranti mentre nel porto, dove prima ormeggiavano i pescherecci, presero ad attraccare lussuosi yacht. Nelle campagne circostanti furono poi costruite ville lussuose per il jet set internazionale mentre le spiagge, prima pressoché deserte, iniziarono ad essere frequentate da turisti e bagnanti. La stessa Brigitte Bardot acquisterà qualche anno più tardi una villa (la famosa Madrague, alla quale si è ispirata la canzone omonima cantata dalla stessa attrice) che costituirà un richiamo per i frequentatori della Costa Azzurra.

### Simboli
Lo stemma è stato adottato nel 1697 e vi è raffigurato il santo eponimo Torpete (o Torpè) e la spada con cui fu decapitato sotto Nerone nel 68 d.C. La spada ha la punta rivolta verso il basso per indicare la rinuncia alla violenza. Il motto latino si traduce "Fedele fino alla fine" a sottolineare la fedeltà degli abitanti verso il Re durante l'Ancien Régime.

## Monumenti e luoghi d'interesse

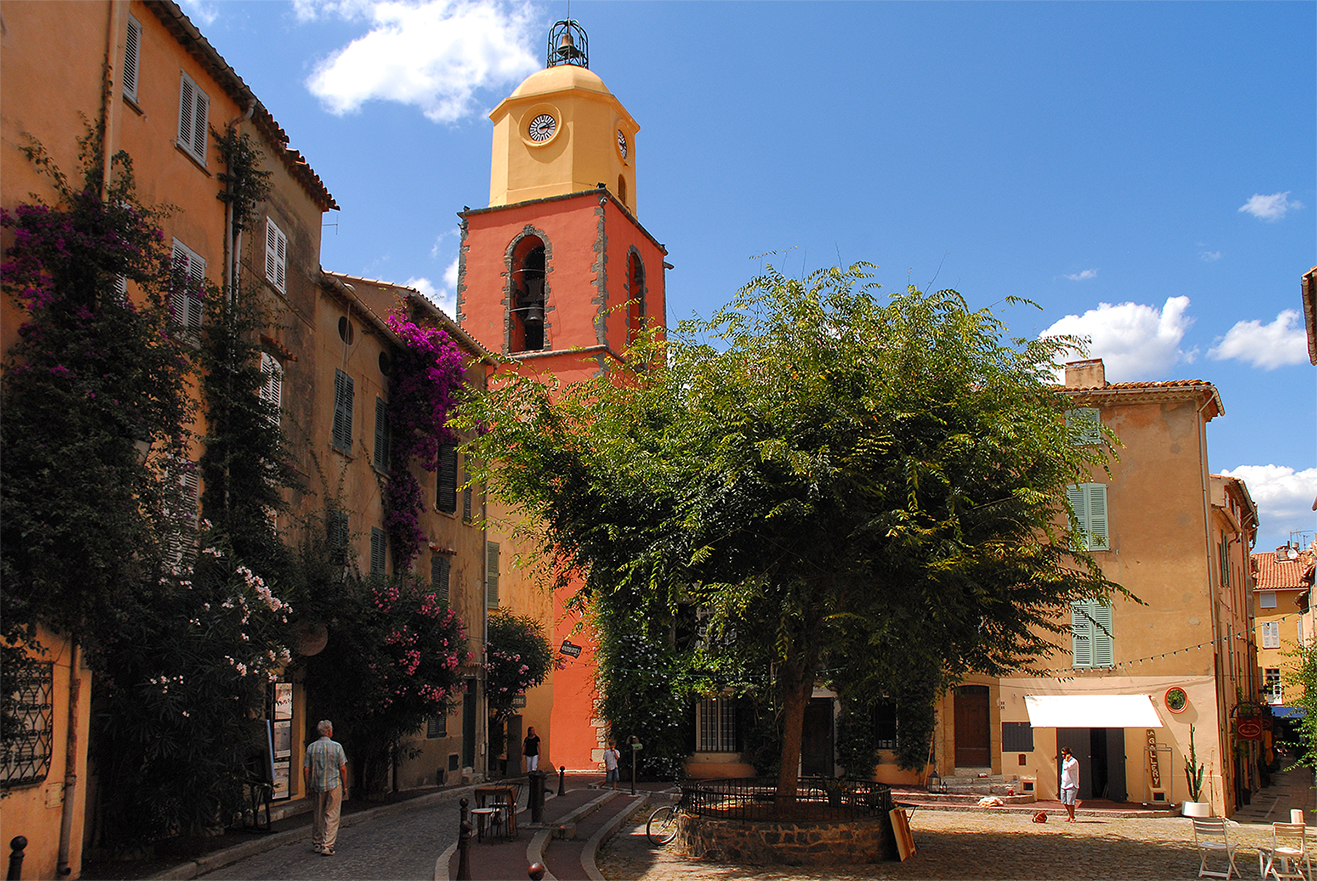
Chiesa della Madonna dell'Assunzione.

- Chiesa di Nostra Signora dell'Assunzione, rifatta nelle attuali forme barocche agli inizi del XVIII secolo.
- Cittadella, costruita nel primo decennio del XVII secolo, presenta una pianta esagonale.
- Cappella di Sant'Anna
- Cappella della Misericordia

## Società

### Evoluzione demografica
Abitanti censiti

## Cultura

### Cinema

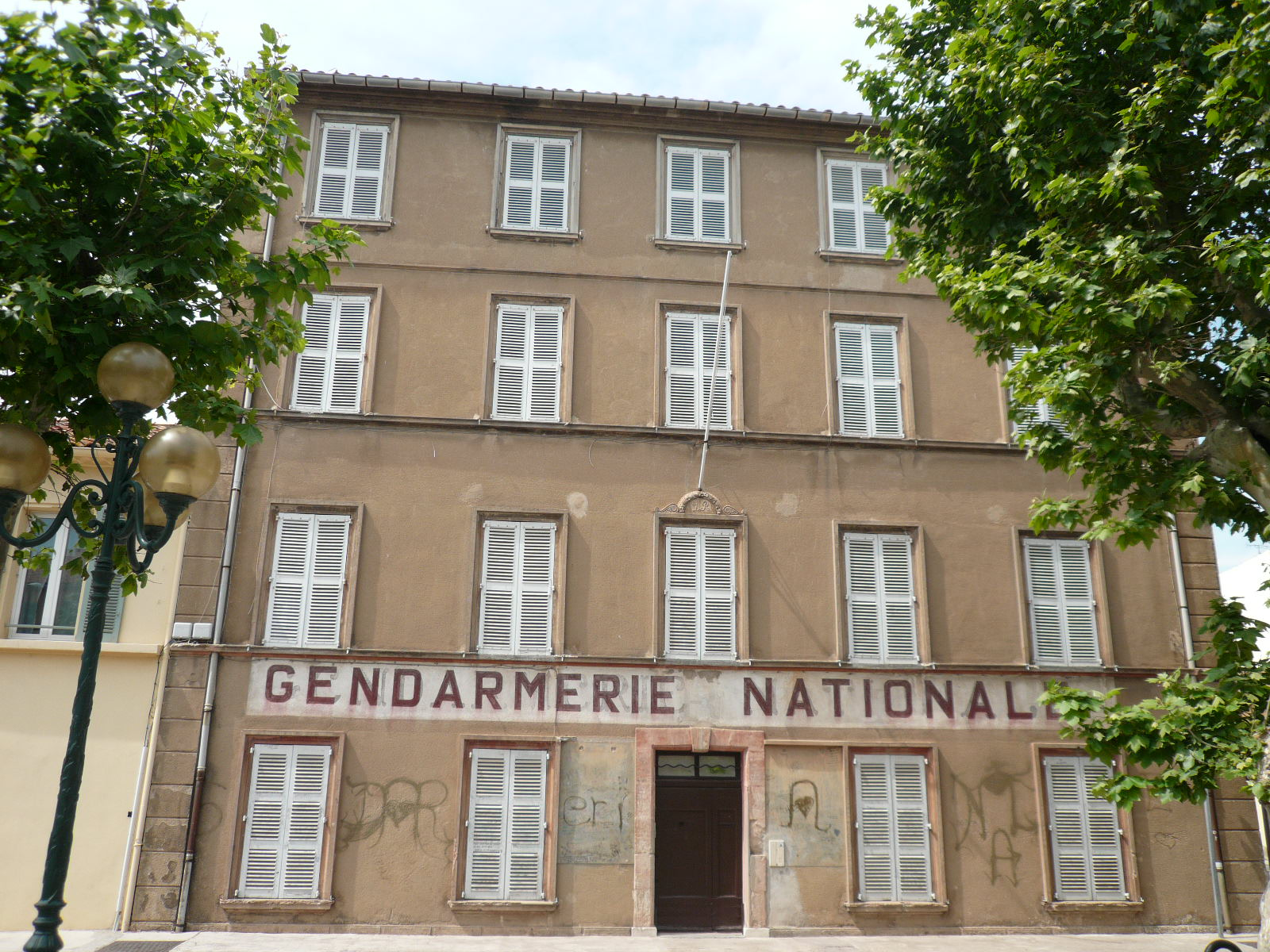
L'antica gendarmeria di Saint-Tropez che è servita da sfondo ai primi cinque episodi della serie.

Saint-Tropez è anche il paese dove vennero girati i film de I gendarmi di Saint-Tropez  come protagonista Louis de Funès nel ruolo di Ludovic Cruchot. Oltre alla vecchia caserma della gendarmeria nazionale, si possono ammirare anche vari luoghi che erano presenti nei film: ad esempio il porto.
A Saint-Tropez si girarono i sei film della serie:
- Una ragazza a Saint-Tropez (Le Gendarme de Saint-Tropez) (1964)
- Tre gendarmi a New York (Le Gendarme à New York) (1965)
- Calma ragazze, oggi mi sposo (Le Gendarme se marie) (1968)
- 6 gendarmi in fuga (Le Gendarme en balade) (1970)
- Il gendarme e gli extraterrestri (Le Gendarme et les Extra-terrestres) (1979)
- Le Gendarme et les gendarmettes (Le Gendarme et les Gendarmettes) (1982)

Il sesto film, è stata l'ultima apparizione di Louis de Funès.

### Cultura di massa
- A Saint Tropez è dedicata la canzone Saint Tropez Twist di Peppino di Capri del 1962.
- San Tropez è il titolo di un brano dei Pink Floyd contenuto nell'album Meddle.
- Il rapper/cantante statunitense Post Malone ha chiamato una canzone Saint Tropez.
- Il rapper J.Cole ha chiamato una canzone St. Tropez.
- St.Tropez (Party Girl)  è il titolo di una canzone non pubblicata della cantautrice statunitense Lana Del Rey.
- La crisi a Saint-Tropez  è il titolo di una canzone della cantautrice italiana  Annalisa.

### Istruzione

#### Musei
- Museo della Gendarmeria e del Cinema
- Museo dell'Annunziata, situato all'interno della cinquecentesca cappella dell'Annunziata, ospita al suo interno quadri di Paul Signac, Pierre Bonnard e Henri Matisse. Sono presenti anche quattro sculture di Aristide Maillol.
- Museo della Storia Marittima, situato all'interno della cittadella.

## Infrastrutture e trasporti

### Porti
Saint-Tropez possiede un porto di modeste dimensioni, un tempo caratterizzato da numerosi cantieri navali dove venivano costruite principalmente tartane, e da un discreto traffico di vino, legno e pescato. Decaduta ormai la funzione commerciale, il porto di Saint-Tropez oramai è prettamente turistico.

### Aeroporti
A La Môle, 15 km a sud-ovest di Saint-Tropez, è situato un piccolo aeroporto.

### Ferrovie
Saint-Tropez era collegata con la tranvia Cogolin-Saint-Tropez, una breve tratta di diramazione della ferrovia Tolone-Saint-Raphaël, aperta tra 1889 e 1905 e soppressa nel 1949 e Saint-Tropez aveva la sua stazione tranviaria, oggi demolita: al suo posto sorge un edificio delle poste.

## Amministrazione

### Gemellaggi
- Chioggia, dal 2008[3][4]